# Los años bárbaros
Los años bárbaros is een Spaanse film uit 1998, geregisseerd door Fernando Colomo. De film is gebaseerd op het boek Otros hombres van Manuel Lamana.

## Verhaal
De jonge studenten Tomás en Jaime worden gearresteerd voor het schilderen van graffiti tegen het Franco-regime. Ze worden naar een werkkamp in de Vallei van de Gevallenen gestuurd. Met de hulp van twee Amerikaanse meisjes weten ze te ontsnappen naar Parijs.

## Rolverdeling
| Acteur          | Personage       |
| --------------- | --------------- |
| Jordi Mollà     | Tomás           |
| Ernesto Alterio | Jaime           |
| Hedy Burress    | Kathy           |
| Allison Smith   | Susan           |
| Juan Echanove   | Víctor Marquina |
| Josep Maria Pou | Roa             |
| Samuel Le Bihan | Michel          |
| Álex Angulo     | Máximo          |
| Pepón Nieto     | Velasco         |

## Ontvangst

### Prijzen en nominaties
Een selectie:
| Jaar | Evenement                      | Categorie                | Genomineerde                                                                | Resultaat   |
| ---- | ------------------------------ | ------------------------ | --------------------------------------------------------------------------- | ----------- |
| 1999 | Premios Goya (13de uitreiking) | Beste debuterend acteur  | Ernesto Alterio                                                             | Genomineerd |
| 1999 | Premios Goya (13de uitreiking) | Beste bewerkt scenario   | Fernando Colomo, José Ángel Esteban, Carlos López, Nicolás Sánchez Albornoz | Genomineerd |
| 1999 | Premios Goya (13de uitreiking) | Beste grime en haarstijl | Mercedes Guillot, José Quetglás                                             | Genomineerd |
| 1999 | Premios Goya (13de uitreiking) | Beste filmmuziek         | Juan Bardem                                                                 | Genomineerd |